# Oldrids
Downtown is de handelsnaam van Oldrid & Co., Ltd, dat een keten van twee warenhuizen in Lincolnshire, Verenigd Koninkrijk, exploiteert. Het bedrijf exploiteerde voorheen ook winkels onder de naam Oldrids, totdat de laatste winkel onder dat merk in 2022 sloot. De eerste Oldrids-winkel werd in 1804 in Boston geopend en breidde zich op het hoogtepunt uit naar winkels in Grantham, Scunthorpe, Lincoln en Gainsborough.

## Geschiedenis
De eerste Oldrids-winkel werd in 1804 in Boston, Lincolnshire geopend door John Oldrid en Richard Hyde. De winkel breidde zich uit door de aankoop van aangrenzende panden, totdat het inmiddels meerdere afzonderlijke locaties omvatte, waaronder een meubelwinkel in New Street. Het huidige Oldrids Boston-gebouw werd in 1970 gebouwd, nadat het vorige gebouw in 1969 was gesloopt.
In de jaren 1980 volgde een verhuizing naar winkels buiten de stad, waaronder de bouw van Downtown in Wyberton Fen, aan de rand van Boston, in 1981 en Downtown Grantham, in Gonerby Moor, in 1989. Het filiaal in Grantham was een samenwerking met Boundary Mill Stores, die de helft van het gebouw huurt. In 1998 werd er een apart tuincentrum met het merk Downtown aan de locatie toegevoegd.

### Uitbreiding
In 2013 vond er een verdere uitbreiding plaats toen Lincolnshire Co-op besloot zich terug te trekken uit hun warenhuisactiviteiten en hun warenhuisfilialen in Lincoln en Gainsborough over te dragen aan Oldrids. De huurovereenkomsten bleven echter behouden. Als onderdeel van de deal werd het hele personeel overgeplaatst en de winkels kregen respectievelijk de naam Downtown en Oldrids.
In 2016 verkocht Central England Co-op hun warenhuis Westgate in Scunthorpe aan Oldrids, die het in september van dat jaar omdoopte tot Downtown. De winkel was voorheen actief onder de naam Upton's and Binns (eigendom van House of Fraser). De naam Binns staat nog steeds in steen op de ingang van het gebouw. Het fungeerde als outletcentrum van de keten, waarbij op de bovenste verdieping afgeprijsde producten werden verkocht.

### Sluitingen
In juni 2017 werd aangekondigd dat de Downtown-winkel in Lincoln, die eerder was gekocht van Lincolnshire Co-op, zou sluiten. Oldrids noemde de winkel 'verlieslatend'. De winkel sloot een maand later. 
Oldrids kondigde ook aan dat ze het huurcontract voor hun warenhuis in Gainsborough niet zouden verlengen, wat leidde tot de sluiting ervan in januari 2018. 
In juli 2020 kondigde Oldrids aan dat hun oorspronkelijke warenhuis in Boston niet zou heropenen vanwege de COVID-19-pandemie, in een poging de toekomstige levensvatbaarheid van de onderneming te waarborgen. Daarmee kwam een einde aan het gebruik van de merknaam Oldrids en hun tweehonderdjarige geschiedenis in de stad.
In december 2021 werd gemeld dat de winkel van Oldrids in Scunthorpe de volgende maand zou sluiten. Dit werd bekend doordat winkelpersoneel klanten informeerde over de sluiting, maar Oldrids weigerde de berichten officieel te bevestigen. De winkel is op 29 januari 2022 officieel gesloten. 
Begin 2024 zijn alleen de winkels buiten de binnenstad in Boston en Grantham nog steeds open. 